# ثييت
ثييت هو مركب عضوي حلقي غير متجانس وغير مشبع له الصيغة الكيميائية C3H4S. يتألف المركب بنيوياً من حلقة رباعية حاوية على ذرة كبريت وعلى رابطة مضاعفة واحدة، وتسمى مشتقاته باسم ثييتات.

## الخواص
لا يوجد المركب عادة على هيئة منفصلة منعزلة، إنما يوجد بالغالب على شكل مشتقات في المركبات متعددة الحلقات؛ إذ ان الثييتات نفسها غير مستقرة.
تبلغ زاوية الرابطة C-S-C ف يالثييت مقدار 76.8 درجة.

## المشتقات
من المشتقات المعروفة للثييت مركبات بنزوثييتات، والتي يحصل عليها من التحلل الحراري السريع تحت الفراغ Flash vacuum pyrolysis لمركبات 2-مركبتو الكحول البنزيلي، حيث تعد من المركبات المستخدمة في تحضير المركبات العضوية الكبريتية.
يعد مركب 1,1-ثنائي أكسيد الثييت، وهو سلفون حلقي، أكثر ثباتية من مركب الثييت الأصلي.

## اقرا أيضاً
- آزيت
- أكسيت
- ثييتان
- ديثيولان
- ثيان